# Bear Head Lake State Park
Het Bear Head Lake State Park is een staatspark in de Amerikaanse staat Minnesota. Het park werd opgericht in 1961 en heeft een oppervlakte van 18,3 km². Het beheer is in handen van het Minnesota Department of Natural Resources.
Het staatspark is gelegen in St. Louis County. 31 kilometer vanaf het park ligt in het zuidwesten de plaats Ely. De plaats Tower ligt 29 kilometer richting het zuiden. Het gebied ligt op een hoogte van 440 tot 480 meter.
In september 2010 werd het park na een online peiling uitgeroepen tot het favoriete park van Amerika. Het park ontving 28 procent van de 5,7 miljoen stemmen.

## Galerij

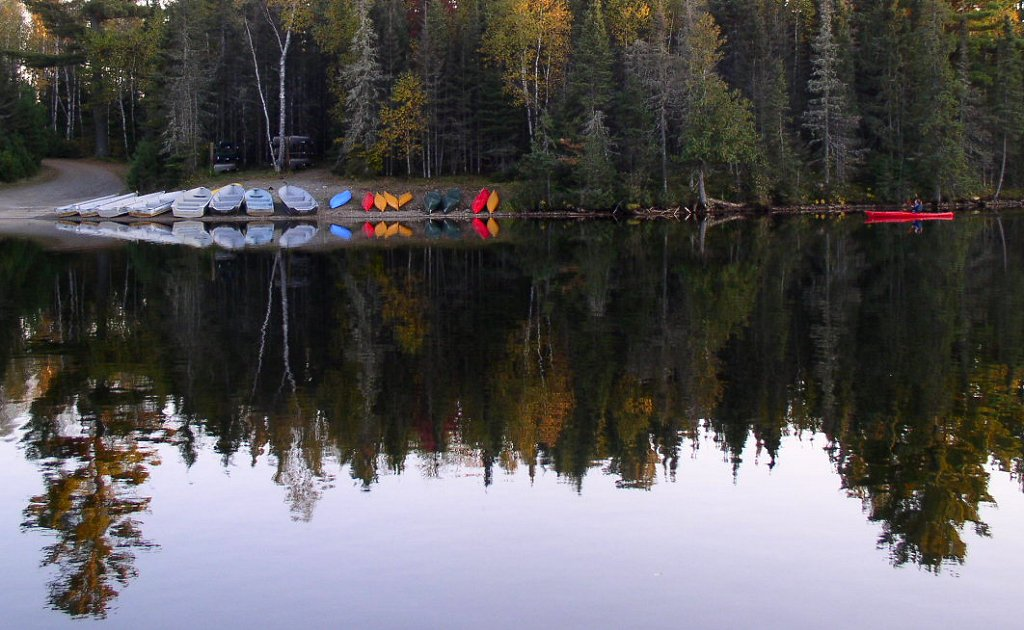
Bootverhuur
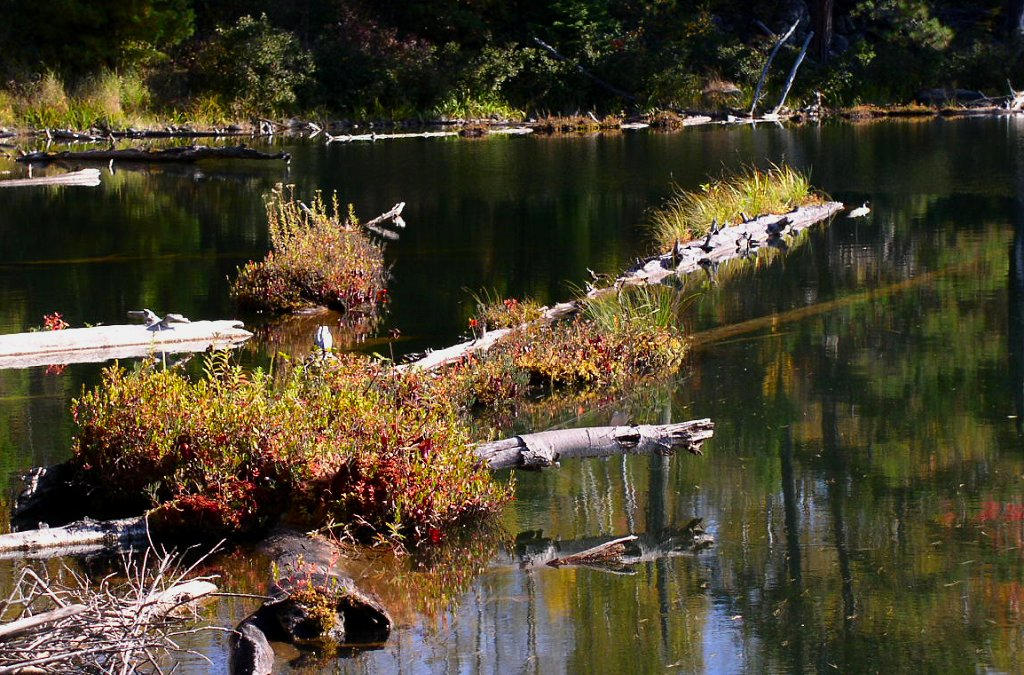
Drijvende boomstammen